# Alexander van Pherae
Alexander (Grieks: Ἀλέξανδρος) van Pherae, was een Grieks staatsman en legeraanvoerder in de 4e eeuw v.Chr.
Alexander was een kleinzoon van Lycophron en de neef en opvolger van Jason van Pherae. Hij was tiran van Pherae van 369 tot 358 v.Chr.. Gedurende geheel zijn regeringsperiode had hij Larissa en andere Thessalische steden tegen zich. Zij weigerden hem te erkennen als "tagus" (= "hoofdman") van hun statenbond. In tegenstelling tot zijn voorganger, die de steden van Thessalië voor zijn zaak probeerde te winnen door diplomatie, wilde hij ze desnoods verpletteren. Zijn vijanden kregen af en toe steun van Thebe, maar begonnen pas echt een gevaar te vormen nadat de Thebaan Pelopidas had aangedrongen op de vorming van een Thessalische Liga naar het voorbeeld van de Boeotische Bond. Met die bedoeling bracht Pelopidas tot driemaal een bezoek aan Thessalië.
Alexander werd uiteindelijk in 364 bij de Cynoscephalae verslagen door Pelopidas (die zelf sneuvelde in de strijd!). Als gevolg van deze nederlaag sloot Alexander zich noodgedwongen aan bij de Boeotische Bond. Aanvankelijk was hij een bondgenoot van de Atheners, maar mettertijd keerde hij zich tegen hen. 
In 358 v.Chr. werd Alexander van Pherae vermoord door de zonen van zijn voorganger Jason. De overlevering heeft hem beschuldigd van allerlei wreedheden, die misschien schromelijk overdreven werden, in contrast met verheerlijking die zijn tegenstander Pelopidas ten deel viel. In werkelijkheid was hij een energieke persoonlijkheid, die echter zware inschattingsfouten maakte. 